# Pico Pedra Azul
O Pico Pedra Azul é um afloramento de gnaisse com 1822 m, localizado dentro do Parque Estadual da Pedra Azul, no distrito de Aracê, em Domingos Martins, no estado do Espírito Santo.
A Pedra Azul muitas vezes adquire uma coloração azul, verde ou até amarela, graças aos líquens que crescem na pedra, sendo que esta muda de cor cerca de 36 vezes por dia, dependendo da incidência de luz solar.
É um dos principais cartões postais do estado, a região atrai muitos turistas, principalmente da capital Vitória, por causa da beleza e do clima frio (considerado o terceiro melhor do mundo pela ONU), tanto que na região se localizam alguns dos melhores hotéis de todo o Espírito Santo.[carece de fontes?]
A Pedra Azul fica localizada ao lado da Pedra das Flores, com 1909m, sendo que as duas se localizam no Parque Estadual da Pedra Azul, elas fazem parte do chamado "relevo de pontão" ou "Pães de Açúcar".
Pedra Azul pode ser vista da BR-262. A unidade de conservação se encontra inserida no bioma da mata atlântica, um dos mais diversos e ameaçados. Os ecossistemas englobados pela área do Parque são os campos rupestres (vegetação que se desenvolve sobre as pedras) e a floresta ombrófila altimontana (matas influenciadas pelo regime de chuvas, localizadas acima de 1500 metros de altitude). A fauna e a flora são muito diversas, inclusive com a presença de espécies endêmicas (que só ocorrem na área do parque).

## Infraestrutura
O Parque possui estrutura aberta ao público, com centro de visitantes e trilhas de fácil acesso. O centro de visitantes possui banheiros, bebedouros e coleções de fauna e flora. Não há camping ou lanchonete no interior do parque, mas há hotéis, pousadas, restaurantes, lanchonetes, cafés e lojas de agroturismo nas proximidades, que oferecem diversos serviços e áreas de lazer.

## Como chegar
O acesso ao Parque pode ser feito pela Rodovia BR-262, entrando no Km89, passando pela Rota do Lagarto (ES-010) por 2 km até a entrada. Outro acesso se dá pela rodovia de acesso a Vargem Alta e Cachoeiro (ES-164), chegando até a localidade de São Paulo de Aracê, onde existe acesso para a Rota do Lagarto, com um percurso de 5 km até a entrada do parque e uma bela paisagem.